# 애매미
애매미(학명: Meimuna opalifera)는 곤충강 노린재목 매미과에 속한다. 한반도와 일본, 중화인민공화국, 중화민국에 걸쳐 동북아시아에 널리 분포한다. 몸길이는 암수가 대체로 30mm 정도이며 날개편까지 합치면 46mm가량된다. 머리와 가슴판의 테두리와 무늬색은 녹색 혹은 황색을 띠며, 우화한 지 얼마 안된 개체들은 윗 몸에 머리부터 배판까지 금빛의 가루가 옅게 덮여 있다. 암컷은 산란관이 몸 밖으로 나와있다. 몸은 검은색이고 녹색 무늬가 있으며 크기가 작다. 산지나 평지에 폭넓게 살며 아침 일찍부터 다양한 노랫가락으로 잘 울어댄다.
한국에서 가장 전지역적으로 넓게 분포하며 흔한 종이다. 저지대부터 산지에 이르기까지 어디서나 쉽게 볼 수 있다. 개체수가 심하게 많은 지역의 산지에선 해발 1000m 부근에서도 눈에 잘 띈다. 출현시기는 7~9월이 보통이며 남부지방에선 10월 초순에서 중순까지 몇마리의 개체가 생존하기도 한다. 7월 하순과 8월 중인 무더운 한 여름에 개체수가 많다. 산지에선 대개 나무의 높은 가지에 많이 붙어있지만, 인가 주변에서는 어린 나무들이 있는 장소에서는 손이 닿는 높이에도 앉아있다. 가로등과 같은 불빛에도 잘 모여드는 경향이 있다.
수컷은 30초에서 1분가량 울음소리를 내는데 개체마다 달라 한자리에서 반복적으로 울기도하고 한번 울음소리를 그치고 나면 참매미나 소요산매미 수컷처럼 다른 나뭇가지로 이동하기도 하며 계속 자리에 눌러앉아 다른 수컷의 울음소리에 대해 경고음(방해음)을 내기도 한다.

## 애매미의 울음소리
도입부, 제시부, 간주, 발전부, 종결부. 다른 매미아과 매미들과는 다르게 복잡한 순서를 가지는데, 처음에는 '주르르르르르르르..'하면서 시작하다가 '쓰츠스츠스츠 호-시' 하면서 울음이 전개된다. 그러다가 '쓰히히히히히-스피오 스피오' 하면서 절정에 달하다가, '쓰으으'하면서 마친다. 한두번 울고 나서 다른 나무로 이동한다.
일본에서는 이러한 울음소리 때문에 애매미를 츠쿠츠쿠보우시(ツクツクボウシ)라 부른다.

## 일본에서의 애매미

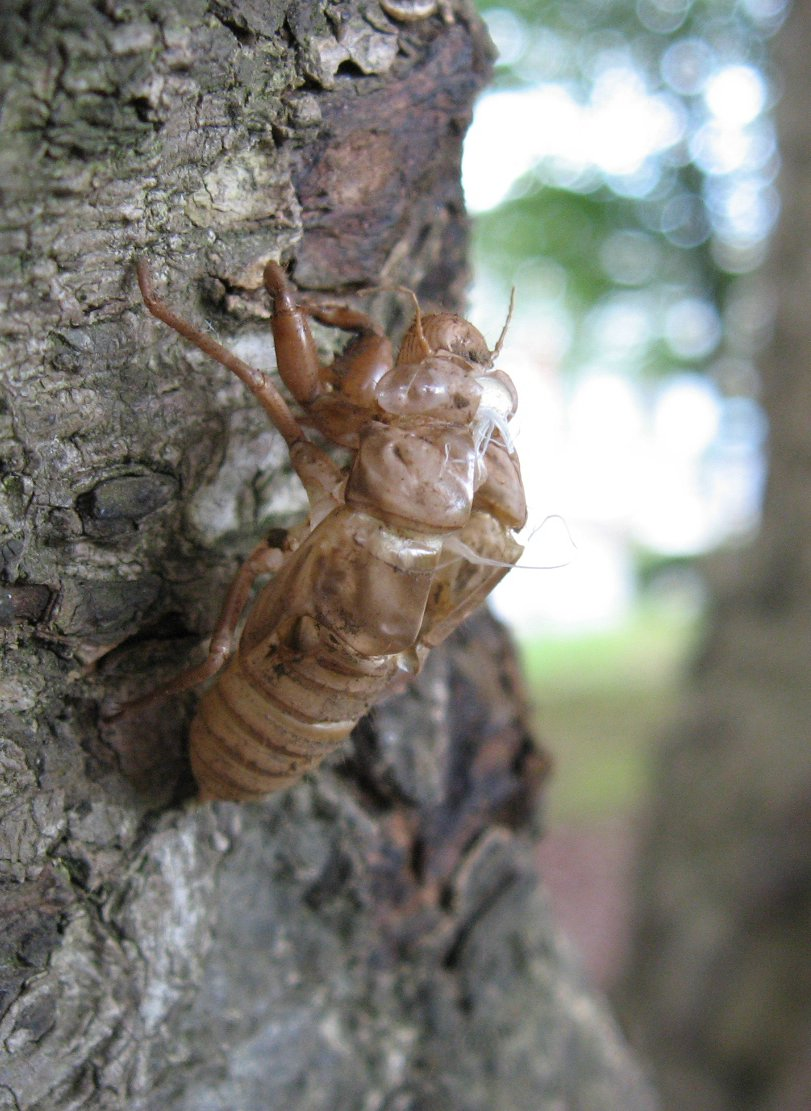
애매미 허물

일본에도 한국과 마찬가지로 홋카이도부터 큐슈, 그 아래의 섬인 야쿠시마에 이르기까지 더 광범위한 분포를 보인다. 또한 일본 내에서도 한국과 마찬가지로 개체수가 가장 많은 매미이기도 하다. 형태, 생태적 습성은 무엇하나 빠지지 않고 동일하지만, 한국과 중국에 분포하는 애매미와 울음소리 부분에서 다른 점이 있다. 바로 '간주'(히쓰히히히히히)부분이 없다는 것이다.(한국의 경우에도 울릉도 같은 섬의 애매미들은 간주 부분이 없다.) 또, 일본의 큐슈 가고시마에서 바다 건너 떨어진 야쿠시마의 애매미는 더욱더 일본 본토의 개체들과 약간의 차이가 있다. 바로 '발전부'(씌오즈 씌오즈)와 '간주' 두 부분 자체가 없다. 한국산 애매미의 개체의 울음소리와 비교한다면, 수컷이 울음을 중간에 금방 그치는듯하게 들린다. 오랜 지역적 격리로 인해, 대륙과 섬간의 혹은 섬과 섬간의 애매미 울음소리에 관해 서로 달라졌다.

### 잘못된 번역
일본어 번역 시 잘못된 번역이 일어나기도 한다. 일본어로 애매미는 츠쿠츠쿠보우시(ツクツクボウシ)인데, 이것이 쓰르라미로 잘못 번역되기도 한다.

## 타이완에서의 애매미
타이완 역시 애매미가 넓게 분포하기는 하나 한국과 일본에서처럼 개체 수는 많지 않는 것으로 보인다. 한국산 애매미처럼 울음소리에 '간주'부분은 존재하나 전체적으로 약간의 울음소리에 차이를 보인다.